# Nol Kleijngeld
Arnoldus Marinus Petrus Kleijngeld (Waalwijk, 26 oktober 1953) is een Nederlands bestuurder en politicus van de PvdA.

## Biografie
Hij heeft de lerarenopleiding geschiedenis en economie doorlopen aan het Mollerinstituut in Tilburg. Daarna is hij afgestudeerd in de geschiedenis aan de Katholieke Universiteit Nijmegen en is Kleijngeld docent geschiedenis en staatsinrichting geworden. In 1986 kwam hij in de gemeenteraad van Waalwijk en in 1995 werd hij daar wethouder.
In 2000 volgde zijn benoeming tot burgemeester van de toenmalige Limburgse gemeente Helden. Vanaf 1 juni 2007 was Kleijngeld weer terug in Waalwijk, maar dan als burgemeester. Hij volgde daar burgemeester De Geus op die op 1 april van dat jaar met vervroegd pensioen was gegaan en 12 dagen later overleed. Kleijngeld kondigde aan op 2 juli 2021 met pensioen te gaan. Op 8 juli 2021 werd Sacha Ausems burgemeester van Waalwijk.
Hij is raadsheer van het Gilde Sint Lambertus in Helden, vrijwilliger bij Stichting Wollukse Kwis en verzorgt hij eenmalige opdrachten op het gebied van historie en mediation. Kleijngeld is getrouwd en heeft een zoon.
- International Standard Name Identifier: 0000 0000 2361 5180
- Library of Congress Control Number: n83143892
- Nederlandse Thesaurus van Auteursnamen: 069366667
- Virtual International Authority File: 67843714
- WorldCat: E39PBJmTvwgVV74DCxp7Fw3vpP